# 92° westerlengte
92° westerlengte (ten opzichte van de nulmeridiaan) is een meridiaan of lengtegraad, onderdeel van een geografische positieaanduiding in bolcoördinaten. De lijn loopt vanaf de Noordpool naar de Noordelijke IJszee, Noord-Amerika, de Golf van Mexico, Midden-Amerika, de Grote Oceaan, de Zuidelijke Oceaan en Antarctica en zo naar de Zuidpool.
De meridiaan op 92° westerlengte vormt een grootcirkel met de meridiaan op 88° oosterlengte. De meridiaanlijn beginnend bij de Noordpool en eindigend bij de Zuidpool gaat door de volgende landen, gebieden of zeeën. 
| Land, gebied of zee                  | Nauwkeurigere gegevens                                                    |
| ------------------------------------ | ------------------------------------------------------------------------- |
| Noordelijke IJszee                   |                                                                           |
| Canada                               | Nunavut - Fjeldholmen Island, Axel Heibergeiland, Devoneiland             |
| Parrykanaal                          |                                                                           |
| Canada                               | Nunavut - Somerseteiland                                                  |
| Prince Regent Inlet, Gulf of Boothia |                                                                           |
| Canada                               | Nunavut                                                                   |
| Hudsonbaai                           |                                                                           |
| Canada                               | Manitoba, Ontario                                                         |
| Verenigde Staten                     | Minnesota                                                                 |
| Bovenmeer                            |                                                                           |
| Verenigde Staten                     | Wisconsin, Minnesota, Iowa, Missouri, Arkansas, Louisiana en Marsh Island |
| Golf van Mexico                      |                                                                           |
| Mexico                               | Campeche, Tabasco, Chiapas                                                |
| Guatemala                            | Huehuetenango, San Marcos, Quetzaltenango, Retalhuleu                     |
| Grote Oceaan                         |                                                                           |
| Zuidelijke Oceaan                    |                                                                           |
| Antarctica                           | Niet-toegeëigend gebied in Antarctica                                     |